# Pont George V
Der Pont George V ist eine Brücke über die Loire in Orléans, Département Loiret, Frankreich. Sie verbindet die Rue Royale im Stadtzentrum auf dem rechten Ufer mit der Avenue Dauphine in dem neueren Stadtteil Saint-Jean-le-Blanc auf dem Südufer der Loire und ist in Orléans nach wie vor eine der wichtigsten Übergänge über die Loire. Sie hieß während der Bauzeit Pont d’Orléans, anschließend Pont Royal und später Pont National. Zu Beginn des Ersten Weltkriegs wurde sie nach dem damaligen König George V von Großbritannien benannt.

## Beschreibung
Der Pont George V ist eine 325 m lange und 15,20 m breite Bogenbrücke mit neun Korbbögen, deren Spannweiten sich nur geringfügig unterscheiden. Der mittlere Bogen hat mit 32,48 m die größte Spannweite, die Bögen an den Widerlagern haben eine lichte Öffnung von knapp 30 m. Ursprünglich waren alle Bögen aus Stein gemauert, nach den Sprengungen im Zweiten Weltkrieg wurden vier Bögen als Stahlbetonkonstruktion wiederaufgebaut und an den Seiten mit Naturstein verkleidet, so dass sie kaum von den ursprünglichen Bogen zu unterscheiden sind. Die Pfeiler wurden nach der damals geltenden „Fünftel-Regel“ gebaut, wonach die Stärke der Pfeiler ein Fünftel der Öffnung des Brückenbogens betragen solle. Die Fahrbahndecke hat nur ein kaum merkbares Gefälle. Die Fahrbahn ist in zwei Fahrspuren, zwei Trambahnspuren und einen Gehweg eingeteilt und hat massive Steinbrüstungen. Am südlichen Ende befinden sich zwei große, etwas zurückgesetzte Pavillons, die früher der Mauteinnahme dienten. Am Widerlager des rechten Ufers ist stromaufwärts eine Pegelskala angebracht, an der die historischen Hochwasserereignisse vermerkt sind, wobei die höchsten Pegelstände in den Jahren 1856, 1866 und 1846 verzeichnet wurden. Daneben befindet sich ein automatischer Pegel, mit dem der Wasserstand gemessen wird, der auf einer Anzeigetafel am nördlichen Brückenende angezeigt wird.
Die Brücke ist in Frankreich als historisches Denkmal (Monument historique) eingetragen.

## Geschichte
Ursprünglich stellte der Pont des Tourelles die Verbindung zwischen den Ufern her. Diese Brücke aus insgesamt 21 Bögen lag etwa 80 m weiter flussaufwärts als die heutige Brücke. Sie wurde zwischen 1120 und 1140 gebaut und im Lauf der Zeit mehrmals repariert, verstärkt und umgebaut. Im 18. Jahrhundert war der Zustand dieser Brücke insbesondere durch Hochwasser und Eisgang so schlecht geworden, dass ein Neubau unumgänglich wurde.

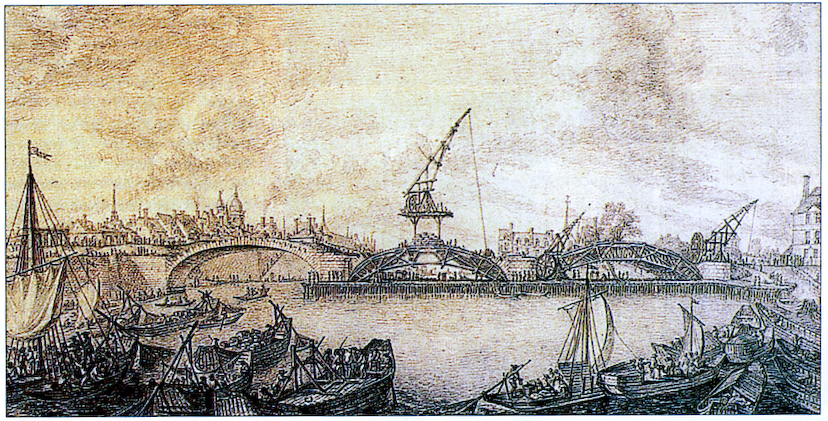
Der Bau des Pont Royal

Schließlich wurde Jean Hupeau mit der Planung beauftragt. Die Bauarbeiten wurden 1751 vergeben, als Bauleiter wurde der 34 Jahre alte Ingenieur Robert Soyer eingesetzt, der die nächsten zehn Jahre mit dieser Aufgabe befasst war. Beim Bau der Brücke traten keine außergewöhnlichen Probleme auf, wenn man Schwierigkeiten bei der Trockenlegung der von Holzwänden umfassten Baugruben, eine bei der Ausschachtung angetroffene Quelle und Hochwasserschäden als übliche Probleme ansieht. Im Juli 1760 wurde die Brücke eröffnet; Madame de Pompadour war auf dem Weg zu ihrem Schloss Château de Menars die erste Person, die die Brücke offiziell überquerte.
In den folgenden drei Jahren wurden Restarbeiten und mit der Brücke zusammenhängende Arbeiten ausgeführt, wie der Abbruch des alten Pont de Tourelle, die Anlage der Böschungsmauern, die Fertigstellung der Fassaden der mitten durch die existierende Bebauung angelegten Rue Royale und die Rue Dauphine.
Jean Hupeau starb kurz vor der endgültigen Fertigstellung aller Arbeiten am 10. März 1763. Sein Nachfolger Jean-Rodolphe Perronet musste im Oktober 1763 nur noch die Abnahme durchführen und die Abrechnung der Bauarbeiten erledigen.
Robert Soyer hat ausführliche Notizen über seine Arbeit und zahlreiche Pläne hinterlassen, die einen guten Einblick in die damaligen Arbeitsmethoden gewähren.